# Cheiridium congicum
Espèce
Cheiridium congicum est une espèce de pseudoscorpions de la famille des Cheiridiidae.

## Distribution
Cette espèce est endémique du Haut-Lomami au Congo-Kinshasa. Elle se rencontre dans le parc national de l'Upemba.

## Description
Le mâle holotype mesure 0,9 mm et la femelle paratype 1,05 mm

## Étymologie
Son nom d'espèce lui a été donné en référence au lieu de sa découverte, le Congo-Kinshasa.

## Publication originale
- Beier, 1970 : Zur Kenntnis der afrikanischen Arten der Gattung Cheiridium Menge. Annalen des Naturhistorischen Museums in Wien, vol. 74, p. 57-61 (texte intégral).